# Fuerte de Las Pedrizas
El fuerte de las Pedrizas se halla en las proximidades de la población de Bicorp (Valencia, España), fuera de su núcleo urbano, en la ladera de un monte en el paraje conocido como Las Pedrizas. Se trata de una fortificación construida a comienzos del siglo XVII.
Bajo la protección de la Declaración genérica del Decreto de 22 de abril de 1949, y la Ley 16/1985 sobre el Patrimonio Histórico Español. Tiene por Código de Bien de Relevancia Local: 46.22.071-003.

## Descripción histórico-artística
Es un castillo que se construyó fuera del núcleo urbano como baluarte y refugio de las tropas que combatieron a los sublevados moriscos tras el Decreto de Expulsión de 1609, que permanecieron viviendo por las zonas de la Muela. Se construyó por orden de Juan Pacheco, dirigiendo las obras el maestro Francisco Miranda. Sus restos, abandonados desde la derrota morisca, se encuentran en avanzado estado de ruina, habiendo sido alguna de sus dependencias reconvertidas para usos agrícolas y ganaderos. Se distingue principalmente su recinto amurallado, en el que se abren troneras y aspilleras habilitadas para el incipiente uso del fuego fusilero y artillero.